# Seichō-ji
Le Seichō-ji (清澄寺), également appelé Kiyosumi-dera à partir d'une prononciation alternative d'un kanji dans son nom, est un temple bouddhiste de la secte Nichiren Shū,, situé dans la ville de Kamogawa, préfecture de Chiba au Japon. Avec le Kuon-ji dans la préfecture de Yamanashi, le Honmon-ji au sud de Tokyo et le Tanjō-ji également à Kamogawa, le Seichō-ji est un des « Quatre sites sacrés du Nichiren Shū.» 

## Emplacement
Le Seichō-ji se trouve sur la seconde plus haute montagne de la préfecture de Chiba, le Myōken-san de 310 m de haut. Les jardins du temple sont dans les limites du parc semi national Minami Bōsō. Deux importantes rivières de la péninsule de  Bōsō, la rivière Yōrō (en) et la rivière Obitsu (en) ont leur source dans le Myōken-san. La traduction du nom du temple, qui signifie « clair, serein » vient probablement de ces éléments naturels - L'eau qui coule dans les nombreux « chênes daimyō » de la région. 
Les jardins du temple contiennent le Grand Kiyosumi, cyprès désigné trésor national naturel, connu comme le « cyprès de mille ans ». Par ailleurs, en raison de son altitude et de son site pittoresque, le Seichō-ji est connu comme destination touristique de premier choix pour observer le lever du soleil.

## Histoire

### Histoire ancienne
Le prêtre Fushigi visite  le site en 771 pour vénérer Kokūzō Bosatsu et la montagne devient un emplacement sangaku shinkō, a forme d'ancien culte de la montagne. Le prêtre Ennin visite en 836 et le Seichō-ji devient un temple de la secte Tendai. Le bâtiment principal est détruit par un incendie causé par la foudre en 1096, puis est reconstruit par le gouverneur provincial Minamoto Chikamoto. Au cours de l'époque de Kamakura, Hōjō Masako établit un tō (pagode) à un étage et une bibliothèque contenant plus de 4 000 sūtras en 1219.

### Association avec Nichiren
Peu après, du temps du prêtre Dōzen, Nichiren entre au temple comme élève en 1233 à l'âge de 11 ans. Il est formellement ordonné à l'âge de 16 et prend le nom bouddhiste de Zeshō-bō Renchō, puis s'en va en 1253 pour étudier à Kamakura et ailleurs. En raison de son histoire, le temple est un daihonzan, c'est-à-dire un important centre religieux de la secte Nichiren du Bouddhisme.

### Histoire moderne
En 1618, Tokugawa Hidetada ordonne que le temple soit confié à la secte bouddhiste shingon pour mettre en œuvre une liturgie parrainée par le gouvernement bouddhiste. En 1949, le Seicho-ji est transformé en un temple Nichiren.

## Important bâtiments et trésors culturels
- Porte centrale, 1647
- Restes d'Asahimori sutra mound (en), 1276
- Tō (pagode) en pierre, 1407
- Pagode inscrite hōkyō, 1424
- Cloche du temple, 1392
- Statue en bronze de Kannon debout
- Statue en bois de Nyorai debout